# تمثال إيمي واينهاوس
تمثال آمي واينهاوس هو تمثال برونزي للمغنية البريطانية آمي واينهاوس يقع في سوق ستيبلز في مدينة كامدن، شمال لندن. نُحت من قِبل سكوت إيتون، تم الكشف عنه في عام 2014، بعد ثلاث سنوات من وفاة المغنية آمي واينهاوس.

## الوصف والتاريخ
كانت واينهاوس (1983-2011) مغنية وكاتبة أغاني بريطانية ارتبطت بقوة ببلدة كامدن تاون حتى وفاتها في عام 2011. توفيت واينهاوس في منزلها المجاور في ساحة كامدن بتسمم الكحوليات في 23 يوليو 2011. يُصور التمثال الذي يبلغ طوله 1.59 متر (5 قدم 3 بوصات) واينهاوس مع يدها على وركها، مرتدية الكعب العالي، ومع تسريحة شعر خلية النحل المميزة. كما يرتدي تمثال المغنية قلادة من نجوم داود، وكان في يوم إزاحة الستار عنه يوجد وردة حمراء حقيقية في شعرها. قام النحات البريطاني سكوت إيتون بإنتاج هذا العمل الرمادي الفحمي، وقال إنه تم تصميمه لتوصيل "موقف وقوة" واينهاوس، ولكنه يعطي أيضًا تلميحات خفية من انعدام الأمن ".
اكتسب سكوت إيتون اللجنة بعد عرض أفكاره على والد واينهاوس. لم يكن المقصود من التمثال أن يعكس صورة أو جماعة بعينها، ولكن كان الهدف منها التقاط دمج لمظاهرها.  لفت النحات الانتباه إلى وضع ذراعيها حيث تقع يد واحدة على عظامها بينما تحمل الأخرى حافة تنورتها.  كانت التفاصيل الصغيرة مثل هذه والطريقة التي يتوجه بها قدم الرقم إلى الداخل تهدف إلى إعطاء «شخصية» للتمثال.
كان الموقع الأصلي الذي كان يقصده التمثال موجودًا في مكان موسيقى راوندهاوس في مزرعة تشالك القريبة، ولكن نظرًا لضعف إمكانية الوصول إلى الجمهور في هذا الموقع، تم بدلاً من ذلك إقامة العمل في سوق ستيبلز القريب.  تم الكشف عنها من قبل صديق واينهاوس، الممثلة البريطانية باربرا وندسور، بحضور والدي واينهاوس، ميتش وجانيس واينهاوس، في 14 سبتمبر 2014، والتي كان من الممكن أن يكون عيد ميلاد المغنية الواحد والثلاثين. 

## حفلة الاستقبال
كانت ملاحظات التمثال إيجابية على الرغم من أن أحد المعلقين قال إنها «صُممت على ما يبدو في صورتها».  كان المجلس قد استثن في السماح للتمثال كمواد للنحت أن يتوقع أن تكون قد ماتت قبل عشرين عامًا على الأقل. وقال ميتش واينهاوس، الذي وافق على النحات، إن «آمي كانت تُحب كامدن، وهذا هو المكان الذي يربطها بمعجبيها من جميع أنحاء العالم». قال ميتش واينهاوس أيضا أن مشهد التمثال كان «عاطفيا بشكل لا يصدق» وأنه «مثل إيقافها في لحظة جميلة... نحن نتمنى حقاً أن محبو آمي يحبون التمثال.» 
قالت جانيس، والدة واينهاوس، «إنني مسرور بكيفية تحول التمثال لأنك ترى أنه من آمي... كامدن هي مكان آمي، حيث تنتمي». وقال وندسور «لقد حظيت بالكثير من التكريم طوال مسيرتي، ولكن هذا هو الشرف الأعظم... كنت واحدًا من الأشخاص المحظوظين الذين تعرفوا على آمي في السنوات القليلة الأخيرة من حياتها القصيرة جدًا. واحدة من أعظم المواهب التي أنتجتها هذا البلد، كانت سيدة دافئة وجميلة وممتعة... أحبّت آمي كامدن مع شغفها، وأحبتها كامدن، لذا فمن حقها البقاء هنا فقط.» 